# Wahballat
Vaballath ou Wahballat est un roi du royaume de Palmyre. Son nom latin complet était Lucius Julius Aurelius Septimius Vaballathus Athenodorus ; en palmyrénien Wahballat signifie « don d'Allat », alors qu'en grec Athénodoros signifie « don d'Athéna » (la déesse arabe Allat était assimilée à la déesse grecque Athéna). Il était le fils du roi palmyrénien Odénat et de son épouse Septimia Bathzabbai Zénobie.

## Jeunesse
Vaballath est né en 259 et a grandi dans la ville de Palmyre, une oasis du désert de Syrie. Son demi-frère, Hairan I, fils de son père et d'une autre femme, a régné en tant que co-roi avec celui-ci.

## En tant que roi

### Succession au trône
En 267, son père, Odénat, et son frère, Hairan I, furent assassinés par un parent d'Odénat nommé Maeonius, qui se fit lui-même couronner empereur avant d'être à son tour assassiné. Avec la mort de l'ancien roi et de son fils aîné, la succession revient à son fils cadet, Vaballath. Sa mère Septimia Bathzabbai Zénobie assume alors l'autorité d'Odénat, et fait reconnaître son fils par l'empereur Aurélien comme l'héritier de son père. Malgré son jeune âge, Vaballath se retrouve ainsi placé à la tête de l'Orient en tant que roi des rois de Palmyre. Pendant ce temps, c'est Zénobie qui assume le pouvoir.

### Règne

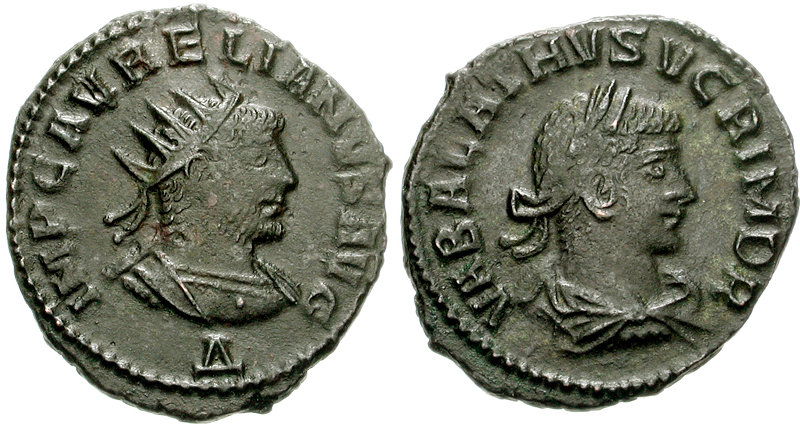
Pièces de monnaie à l'effigie d'Aurélien et de Vaballath.

Ainsi, initialement, l'empereur romain Aurélien reconnut le règne de Vaballath, sans doute parce qu'il était déjà en conflit avec l'empire des Gaules à l'ouest et hésitait à commencer une guerre ouverte avec l'empire de Palmyre. Cette reconnaissance mutuelle est attestée par les pièces précoces émises par Zénobie sous le nom de Vaballath, mais reconnaissant également Aurélien comme empereur. Sur les pièces, on voit qu'Aurélien était alors représenté portant une couronne radiée qui signifie sa suprématie en tant qu'empereur, et Vaballath avec une couronne de lauriers. Les pièces de monnaie alexandrines frappées montraient Vaballath adoptant des titres honorifiques possiblement hérités de son père Odénat.
Bien que l'empire de Palmyre avait pour capitale la ville de même nom, il apparaît que Vaballath et sa mère, Zénobie ont probablement passé la majeure partie de leur règne à Antioche, alors capitale administrative de la Syrie.
Malgré tout, la relation entre l'Empire romain et l'empire Palmyrénien nouvellement établi se détériorèrent rapidement, et une série de conquêtes palmyréniennes, faites sous le signe protecteur de la subordination à Rome, commencèrent autour de 270.
En octobre 270, une armée palmyrénienne composée de 70 000 soldats envahit l'Égypte, et en déclara Zénobie reine. Le général romain Tenagino Probus marcha alors vers cette province nouvellement capturée par Palmyre et fut capable de récupérer Alexandrie en novembre, mais fut vaincu et s'échappa vers la forteresse de Babylone, où il a été plus tard assiégé et tué par un général palmyrénien du nom de Zabdas. Celui-ci continua ensuite sa marche vers le sud de l'Égypte et sécurisa alors cette province. Par la suite, en 271, Zabbai, un autre général au service de Zénobie, commença une opération de conquête de l'Anatolie, il fut par rejoint Zabdas au printemps de cette année. Les Palmyréniens humilièrent alors la province asiatique de Galatie, et occupèrent la capitale régionale d'Ankara. Cela marqua la plus grande expansion de l'empire de Palmyre.
L’empereur Aurélien disparut alors des pièces de monnaie palmyréniennes, tandis que Zénobie et Vaballath adoptèrent respectivement les titres d'Augusta et d'Augustus. Vaballath fut alors nommé sur les pièces « roi, empereur, Dux Romanorum, chef des Romains » et une rébellion ouverte commença contre Rome.

## Défaite

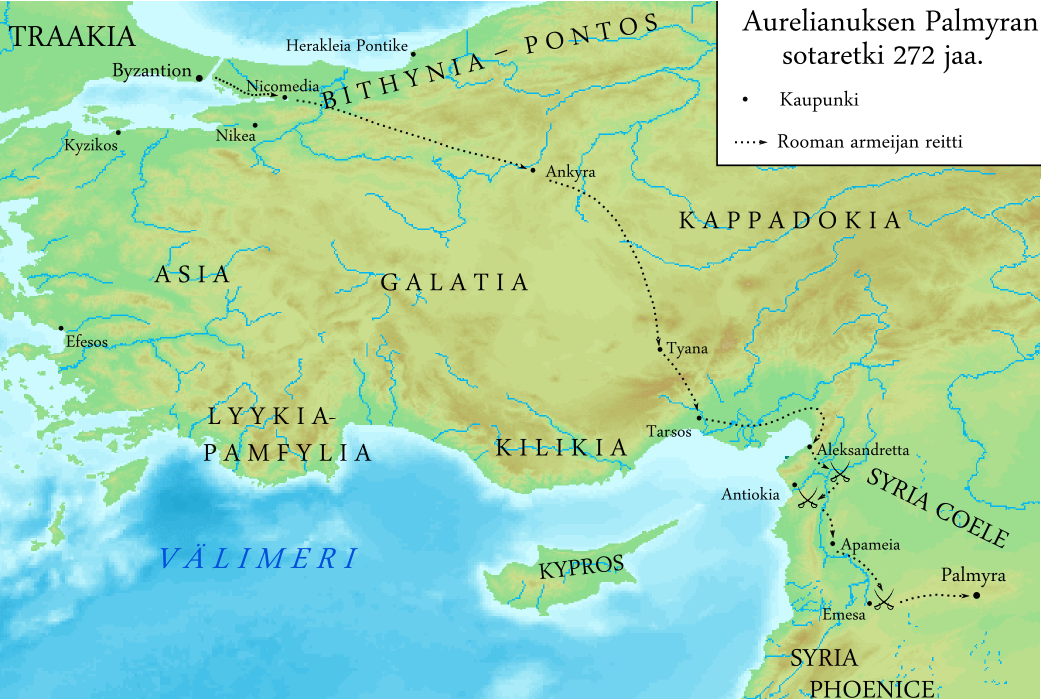
La route empruntée par Aurélien durant sa campagne contre Palmyre.

En 272, l’empereur Aurélien traversa le Bosphore et avança rapidement à travers l'Anatolie. Alors que le général romain Marcus Aurelius Probus récupérait l'Égypte, l'empereur continuait sa conquête et atteignit Tyane. Lors de la bataille, l'empire de Palmyre perdit la cité. Aurélien, qui avait détruit toutes les villes qui lui résistèrent, aurait par contre à ce moment-là décidé d'épargner Tyane. Quelle que soit la raison de sa clémence, beaucoup de villes se soumirent alors à lui, voyant que l'empereur ne recherchait pas uniquement la vengeance.
Après être entré en Cilicie, l'empereur se dirigea vers Antioche, et vainquit Zénobie lors de la bataille d'Immae, près de la ville. Les armées palmyréniennes se retirèrent alors vers Antioche, puis plus tard à Émèse tandis qu'Aurélien captura cette première. Plus tard, l'armée de Palmyre fut aussi défaite à Émèse par les armées de Rome, ce qui les força à se retirer vers la capitale. Les Romains commencèrent alors un siège, et, essayèrent de percer les défenses à plusieurs reprises mais échouèrent à chaque fois. Pendant ce temps, Zénobie, qui voyait la situation se dégrader, quitta la ville et se dirigea vers l'est afin de demander de l'aide au puissant Empire sassanide. Les Romains, qui suivirent la reine la capturèrent alors près de l'Euphrate et la livrèrent à l'empereur. Peu de temps après, les citoyens de Palmyre, réclamèrent la paix avec Rome, ce qui provoqua la chute de la ville.
Zénobie est alors jugée à Émèse et sera condamnée à l'exil à Rome. Il ne paraît pas que Vaballath, trop jeune, ait été jugé lui aussi. Il accompagna probablement sa mère à Rome et y fit souche. La plupart des hauts responsables palmyréniens furent eux aussi jugés mais beaucoup finirent exécutés.
Selon Zosime, Vaballath serait mort sur le chemin de Rome, mais cette théorie n'a été ni confirmée, ni réfutée. D'autres sources ont laissé entendre qu'après avoir envoyé Zénobie et Vaballath à Rome, Aurélien leur aurait permis d'y vivre, mais seulement après qu'ils eurent été promenés dans les rues de la ville impériale conformément aux traditions romaines consistant en la célébration des victoires militaires via une procession de triomphe. Cela aurait été humiliant, mais meilleur que la mort pour les deux rebelles. Cette théorie est soutenue par le traitement similaire offert par Aurélien à Tetricus Ier et Tetricus II de l'empire des Gaules, des ennemis de longue date de Rome que l'empereur a laissé se retirer après leur défaite à la bataille de Châlons, en 274.